# یواس‌اس ادیرانداک (آی‌دی-۱۲۷۰)
یواس‌اس ادیرانداک (آی‌دی-۱۲۷۰) (به انگلیسی: USS Adirondack (ID-1270)) یک کشتی بود که طول آن ۳۸۸ فوت ۲ اینچ (۱۱۸٫۳۱ متر) بود. این کشتی در سال ۱۸۹۶ ساخته شد.